# Olša
Olša (nemško Olsa tudi Olsabach), je levi pritok rečice Motnice (Metnitz). Izhaja iz Neumarkta na Štajerskem iz sotočja Perchauerbacha in Hoferdorferbacha 
Južno od Neumarkta teče skozi sotesko, soteski podobno dolino, nato pa se nadaljuje skozi večinoma ozko dolino. Malo pred Wildbad Einödom zavije na Pöllauer Bach na desni. Pred Dürnsteinom je majhna hidroelektrarna s 400 m dolgim izpustom.  Pod mogočnimi ruševinami gradu Dürnstein se ozka dolina odpre na  Breško polje  (Friesacher Feld). Na Breškem polju vstopi na Koroško in se po nadaljnjih petih kilometrih izlije v Motnico.
Ime Olša je slovensko in izhaja iz staroslovenske besede olьša , kar je v sodobni slovenščini: jelša).